# Kong Linghui
Kong Linghui (Harbin, Heilongjiang; 18 de octubre de 1975) es un jugador profesional de tenis de mesa chino, ganador del campeonato Mundial de 1995 celebrado en Tianjin, y de la competición de tenis de mesa en los Juegos Olímpicos de Sídney 2000.